# Štěpán Tesařík
Štěpán Tesařík (ur. 6 lipca 1978 w Pradze) – czeski lekkoatleta płotkarz i sprinter, halowy mistrz Europy z 2000, olimpijczyk.

## Osiągnięcia sportowe
Specjalizował się w biegu na 400 metrów przez płotki. Odpadł w eliminacjach tej konkurencji oraz zajął 7. miejsce w finale sztafety 4 × 400 metrów na mistrzostwach Europy juniorów w 1997 w Lublanie.
Zwyciężył w sztafecie 4 × 400 metrów (która biegła w składzie: Jiří Mužík, Jan Poděbradský, Tesařík i Karel Bláha) na halowych mistrzostwach Europy w 2000 w Gandawie. Odpadł w eliminacjach biegu na 400 metrów przez plotki i sztafety 4 × 400 metrów na mistrzostwach świata w 2001 w Edmonton oraz w półfinale biegu na 400 metrów przez płotki na uniwersjadzie w 2001 w Pekinie.
Zajął 6. miejsce w biegu na 400 metrów przez płotki i 4. miejsce w sztafecie 4 × 400 metrów na mistrzostwach Europy w 2002 w Monachium. Odpadł w półfinałach biegu na 400 metrów przez płotki na mistrzostwach świata w 2003 w Paryżu i na igrzyskach olimpijskich w 2004 w Atenach.
Był mistrzem Czech w biegu na 400 metrów przez płotki w 1998 i 2003 oraz w sztafecie 4 × 400 metrów w 1998, 2000 i 2001, wicemistrzem w biegu na 400 metrów przez płotki w 2001 i 2002 oraz w Bieg na 110 metrów przez płotki w 2006, a także brązowym medalistą w sztafecie 4 × 100 metrów w 2006. W hali był mistrzem Czech w biegu na 400 metrów w 1999 i w sztafecie 4 × 200 metrów w 2001, wicemistrzem w biegu na 200 metrów w 2000 i w biegu na 400 metrów w 2001 oraz brązowym medalistą w sztafecie 4 × 200 metrów w 1999.
Jest aktualnym (sierpień 2022) rekordzistą Czech w sztafecie klubowej 4 × 400 metrów z czasem 3:03,62, uzyskanym 30 maja 2001 w Ostrawie.

## Rekordy życiowe
Rekordy życiowe Tesaříka:
- bieg na 400 metrów – 46,72 (22 lipca 2000, Budapeszt)
- bieg na 400 metrów (hala) – 47,00 (18 lutego 2001, Praga)
- bieg na 400 metrów przez płotki – 49,09 (10 sierpnia 2003, Szombathely)